# Middle East Research and Information Project
Le Middle East Research and Information Project (MERIP) est une revue trimestrielle spécialisée dans l'étude du Moyen-Orient contemporain, créée en 1971 aux États-Unis. Elle publie des analyses et des reportages prenant appui sur des travaux universitaires ; ses textes sont considérés par Courrier international comme « de grande qualité ». Le site portant le même nom est créé en 1996. Certains textes sont publiés sur le site avant de paraître dans la revue trimestrielle.
Les rédacteurs forment un groupe de recherche désigné du même nom, MERIP.
La publication la plus importante du MERIP est Middle East Report, qui prend la forme d'une revue imprimée et électronique.

## Histoire
Le Middle East Research and Information Project est créé à l'origine par un groupe d'activistes anti-guerre du Vietnam,. 
Dans les premiers temps, le MERIP fournit un lieu de publication à des chercheurs que les universités et les médias à destination du grand public reléguaient dans les marges, en particulier à ceux issus du Moyen-Orient. Par la suite, ces auteurs mis l'écart des institutions les plus reconnues ont réussi à publier dans des lieux diversifiés, y compris dans les grands médias. 
Le MERIP naît à un moment où les études savantes sur le Moyen-Orient sont, selon Waleed Hazbun, professeur de droit international à l'Université d'Alabama, « étroitement alignées sur les intérêts géopolitiques et commerciaux des États-Unis dans la région » ; elles étaient financées dans le but d'éclairer et de faciliter la réalisation de la politique américaine au Moyen-Orient. Le MERIP a voulu, quant à lui, offrir une place aux chercheurs affectés par cette politique étrangère américaine, et plus largement à ceux en lutte pour la démocratie, pour une révolution, ou solidaires des Palestiniens. Si dans ses premières années le MERIP, situé hors de l'université, a pu être marginalisé, par la suite son approche critique a contribué à renouveler la recherche universitaire sur le Moyen-Orient.
Selon Michael R. Fischbach, au moment de sa création, le MERIP a voulu remédier à un défaut d'information de qualité aux États-Unis concernant les politiques menées par ce pays au Moyen-Orient. La gauche américaine ne disposait pas à l'époque d'analyses « indépendantes et critiques  » sur ce thème.
Joe Stork (en) est un rédacteur fondateur du Middle East Report.
MERIP est partenaire de la maison d'édition indépendante Pluto Press.
En 2022 l'Université d'Exeter, plus particulièrement l'Institut d'études arabes et islamiques (IAIS) de cette université britannique établit un partenariat avec le MERIP.

## Publications
Le MERIP publie le Middle East Report ; des livres - y compris des manuels pédagogiques - ; et des textes en ligne.

## Analyses
Edward Saïd, dans son ouvrage L'Orientalisme (1978), mentionne le MERIP dans une liste d'exemples d'institutions qui tentent des « formes alternatives de production de connaissances », c'est-à-dire des formes affranchies des discours colonialistes et orientalistes traditionnels.
Pour Waleed Hazbun, le MERIP constitue une « ressource pédagogique » qui éclaire l'évolution du Moyen-Orient depuis plusieurs décennies.
MERIP a contribué à développer « des approches critiques d’économie politique ». Il s'intéresse particulièrement aux formes d'opposition à la politique étrangère américaine au Moyen-Orient, dans la mesure où cette politique peut avoir des effets déstabilisateurs sur la région.

## Processus éditorial
Les textes publiés dans le Middle East Report sont soumis à des séries d'évaluations par les pairs.

## Tirages
En 1981, 3 000 exemplaires de la revue sont vendus pour chaque numéro. EN 1991, 6 000 exemplaires sont tirés pour chaque numéro.

## Financement
Le MERIP dépend des dons individuels ; ses auteurs, rédacteurs et membre du comité de lecture ne sont souvent pas rémunérés. 
Il n'est pas financé par un gouvernement, une fondation ou un institut de recherche.